# El Maader El Kabir
El Maader El Kabir (en àrab المعدر الكبير, al-Maʿdar al-Kabīr; en amazic ⵍⵎⵄⴷⵕ ⵍⴽⴱⵉⵔ) és una comuna rural de la província de Tiznit, a la regió de Souss-Massa, al Marroc. Segons el cens de 2014 tenia una població total de 6.885 persones.